# SN 2008cs
SN 2008cs – supernowa typu II odkryta 21 kwietnia 2008 roku w galaktyce PGC0059990. W momencie odkrycia miała maksymalną jasność 17,00m.